# Peter Böhler (Wasserspringer)
Peter Böhler (* 1. Januar 1967 in Leipzig) ist ein ehemaliger deutscher Wasserspringer, der 1993 Europameister und 1991 Europameisterschaftszweiter war.

## Sportliche Karriere
Peter Böhler startete für den SC Leipzig. 1990 gewann er seinen einzigen Meistertitel für die DDR. 1992 und 1993 war er deutscher Hallenmeister vom Drei-Meter-Brett. 1991 siegte er auch bei den Meisterschaften im Sommer vom Drei-Meter-Brett.
Bei den Weltmeisterschaften 1991 in Perth belegte er den vierten Platz vom Ein-Meter-Brett und wurde 15. vom Drei-Meter-Brett. Ein halbes Jahr später gewann er bei den Europameisterschaften in Athen vom Ein-Meter-Brett die Silbermedaille hinter Andrej Semenjuk aus der Sowjetunion. Zwei Jahre später siegte er bei den Europameisterschaften 1993 in Sheffield vom 1-Meter-Brett vor dem Schweden Joakim Andersson und dem Rostocker Borris Lietzow.